# تاكاهيرو يامازاكي
تاكاهيرو يامازاكي (باليابانية: 山崎隆広؛ بالكانا: やまざき たかひろ) هو لاعب كرة قاعدة ياباني، ولد في 11 أكتوبر 1976 في شيزوكا في اليابان.

## وصلات خارجية
- تاكاهيرو يامازاكي على موقع الدوري الياباني لكرة القاعدة (الإنجليزية)
- تاكاهيرو يامازاكي على موقعبيزبول رفرنس.كوم (الدوري الثانوي) (الإنجليزية)